# T.R.E.N.D.Y. -Paradise from 1997-
『T.R.E.N.D.Y. -Paradise from 1997-』（トレンディー・パラダイス・フロム・1997）はMUCCの3枚目のミニアルバム。

## 概要
- 「90年代のアプローチと今っぽさをミックスする」というコンセプトで制作されたコンセプトアルバム。[2]
- ノットフェストでリンプ・ビズキットのライブを観たことからコンセプトのアイデアが来ている。
- 初回生産限定盤、通常盤の2タイプが発売。初回限定盤はライブDVD付。初回限定盤は特殊使用のジャケットとなっている。
- 初回生産限定盤は「TONIGHT」の後に無音の時間を経て隠しトラックの「1997」が収録されている。
- 発売の段階で既に8曲中7曲がライブで披露されている。
  - 「B.L.U.E -Tell me KAFKA-」と「1997」を除く6曲は『MUCC TOUR 2015 "F#CK THE PAST F#CK THE FUTURE"』初日の高崎公演で初披露された。[3]
  - 「1997」は5月10日にShibuya O-EASTで開催された『MUCC EUROPE TOUR 2015 "F#CK THE PAST F#CK THE FUTURE" in JAPAN』で、「B.L.U.E -Tell me KAFKA-」は7月18日に新木場STUDIO COASTで開催された購入者特典イベントの全曲再現SPECIAL FREE LIVEでそれぞれ初披露された。

## 収録曲

### CD
1. 睡蓮 (7:45)
（作詞:逹瑯/作曲:ミヤ）
  - ミヤは「いわば全部入りなんですよ。90年代風のものも今風のものも全部入っていて、組曲になっている。」と語っている。
2. D・f・D (Dreamer from Darkness) (5:22)
（作詞：逹瑯/作曲:ミヤ）
  - 収録曲の中で最初に出来上がった。展開が多い。ミヤ曰く"展開毎に年代が変わっていく"。
3. B.L.U.E -Tell me KAFKA- (5:01)
（作詞・作曲:ミヤ）
4. HATEЯ (4:42)
（作詞・作曲:ミヤ）
5. レインボー (5:16)
（作詞・作曲:ミヤ）
6. Rendez-Vous (5:02)
（作詞：逹瑯/作曲:ミヤ）
7. TONIGHT (初回生産限定盤9:06 / 通常盤6:44)
（作詞：逹瑯/作曲:ミヤ）
  - 収録曲の中で最後に出来上がった。冒頭にTHE冠のシャウトが収録されている。
  - 初回生産限定盤のみ「TONIGHT」後にMUCCの地元の茨城をテーマにした隠しトラック「1997」が収録されている。

### DVD (初回生産限定盤のみ)
MUCC TOUR 2015 “F#CK THE PAST F#CK THE FUTURE”
1. ENDER ENDER
2. D・f・D (Dreamer from Darkness)
3. HATEЯ
4. MAD YACK